# Pot Black de 1969
El Pot Black de 1969 fue un torneo de snooker que se celebró en Birmingham y se emitió por la BBC2 entre julio y septiembre de 1969. Fue la primera edición de Pot Black. Ray Reardon, que se impuso a John Spencer en la final, se proclamó campeón.

## Resultados
Recalcado en negrita figura el ganador de cada partido.
|  | cuartos de final   | cuartos de final   |              |   | semifinales | semifinales |  |  | final | final |
|  |                    |                    |              |   |             |             |  |  |       |       |
|  |                    |                    |              |   |             |             |  |  |       |       |
|  |                    |                    |              |   |             |             |  |  |       |       |
|  | John Spencer       | 1                  |              |   |             |             |  |  |       |       |
|  | John Spencer       | 1                  |              |   |             |             |  |  |       |       |
|  | Jackie Rea         | 0                  |              |   |             |             |  |  |       |       |
|  | Jackie Rea         | 0                  | John Spencer | 1 |             |             |  |  |       |       |
|  |                    |                    | John Spencer | 1 |             |             |  |  |       |       |
|  |                    | Kingsley Kennerley | 0            |   |             |             |  |  |       |       |
|  | Rex Williams       | Kingsley Kennerley | 0            | 0 |             |             |  |  |       |       |
|  | Rex Williams       |                    |              | 0 |             |             |  |  |       |       |
|  | Kingsley Kennerley | 1                  |              |   |             |             |  |  |       |       |
|  | Kingsley Kennerley | 1                  | John Spencer | 0 |             |             |  |  |       |       |
|  |                    |                    | John Spencer | 0 |             |             |  |  |       |       |
|  |                    | Ray Reardon        | 1            |   |             |             |  |  |       |       |
|  | John Pulman        | Ray Reardon        | 1            | 1 |             |             |  |  |       |       |
|  | John Pulman        |                    |              | 1 |             |             |  |  |       |       |
|  | Gary Owen          | 0                  |              |   |             |             |  |  |       |       |
|  | Gary Owen          | 0                  | John Pulman  | 0 |             |             |  |  |       |       |
|  |                    |                    | John Pulman  | 0 |             |             |  |  |       |       |
|  |                    | Ray Reardon        | 1            |   |             |             |  |  |       |       |
|  | Fred Davis         | Ray Reardon        | 1            | 0 |             |             |  |  |       |       |
|  | Fred Davis         |                    |              | 0 |             |             |  |  |       |       |
|  | Ray Reardon        | 1                  |              |   |             |             |  |  |       |       |
|  | Ray Reardon        | 1                  |              |   |             |             |  |  |       |       |